# Цинхофен
Цинхофен (комерційна назва «Атофан») — лікувальний препарат, що сприяє підвищенню виділення сечової кислоти нирками. Винайдений в 1910 році.
Діє як протизапальний болезаспокійливий засіб. Приймався при подагрі, артритах, ревматичних захворюваннях.
Протипоказаний при хворобах органів травного тракту та алергічних захворюваннях.
В 1930-х роках виявлено, що цей препарат досить небезпечний для здоров'я і його використання для лікування людей припинилося (в СРСР застосовувався й далі), застосовується в ветеринарії.